# 가솔송
가솔송(Phyllodoce caerulea)은 한반도 북부 고산의 상부에 나는 상록소관목으로 높이는 10~25cm이다. 줄기 밑이 옆으로 눕고, 가지는 많이 갈라진다. 잎은 밀생, 선형, 끝이 둔하고, 길이 4~10mm, 표면에 털이 없고, 뒷면 중륵에 흰 잔털이 있으며, 가장자리에 잔톱니가 있다. 꽃은 홍자색, 단지 모양, 겉에 털이 있고, 묵은 가지 끝에 2~6송이씩 곧게 달리며, 밑을 향한다. 열매는 삭과로 둥근 모양이며 포 사이가 갈라진다.